# Crambus nigrivarialis
Crambus nigrivarialis là một loài bướm đêm trong họ Crambidae.